# 西浦採銅坑跡
西浦採銅坑跡（にしうらさいどうこうあと）は、埼玉県秩父郡長瀞町にある採銅坑の遺跡。和同開珎発見の地として知られる秩父地方の数か所の採銅坑のうち、長瀞地区で最大級のもの。荒川河岸絶壁の中ほどに人が立って歩けるほどの坑道（延長約100メートル、高さ1.5 - 4メートル、幅2.4メートル）が原形のまま残されていて、最盛期には相当量の銅を産出していた。